# Turion 64

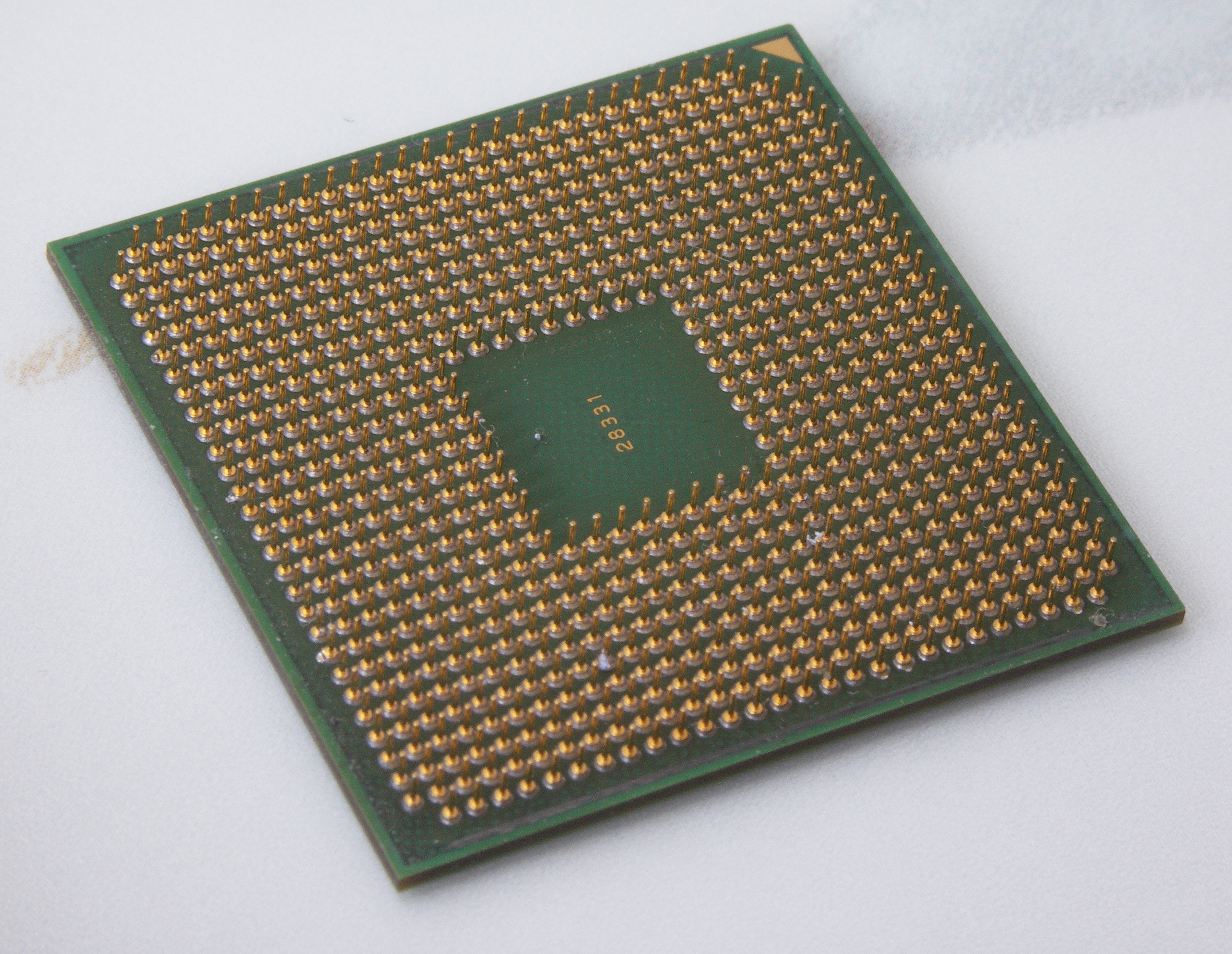
AMD Turion 64 Lancaster MT-34 na podstawkę Socket 754

Turion 64 - 64-bitowy procesor firmy AMD, zgodny z instrukcjami x86, obsługujący również instrukcje AMD64, przeznaczony do komputerów przenośnych. Powstał na bazie Athlona 64. Przeznaczony jest na podstawkę 754 znaną z komputerów desktopowych.
Jest produkowany w kilku wersjach. W zależności od modelu pobiera 25 lub 35 watów. Taktowany jest zegarem 1,6 GHz, 1,8 GHz, 2,0 GHz lub 2,2 GHz, cache L2 ma wielkość 512 kB lub 1 MB. 
Obsługuje rozszerzenia SSE2, SSE3, 3DNow! Professional, PowerNow! oraz HyperTransport.
Firma AMD zdecydowała się wprowadzić następujące oznaczenie tych procesorów: pierwszy człon mówi o klasie energooszczędności (MA - najmniej energooszczędny, MZ - najbardziej), drugi zaś określa bezwzględną wydajność. Obecnie produkowane są dwie linie - ML i MT.